# Man or Astro-man?
Man or Astro-man? est un groupe de rock indépendant américain, formé à Auburn (Alabama) en 1992 et resté actif jusqu'en 2001.
Principalement instrumental et inspiré de la surf music, le groupe se distingue par un son noise rock et l'utilisation fréquente de samples extraits de films de science-fiction des années 1950 et 1960.
Après une pause de 5 ans, le groupe a rejoué sur scène à Chicago en 2006, à l'occasion du 25e anniversaire du label indépendant local Touch and Go Records.

## Discographie

### Albums studio
- 1993 : Is It ... Man or Astroman? (Estrus Records)
- 1994 : Destroy All Astromen! (Estrus Records)
- 1995 : Project Infinity (Estrus Records)
- 1995 : What Remains Inside a Black Hole (Au-Go-Go Records)
- 1996 : Intravenous Television Continuum (One Louder Records)
- 1996 : Experiment Zero (Touch & Go Records)
- 1997 : Made from Technetium (Touch & Go Records)
- 1999 : EEVIAC Operational Index and Reference Guide, Including Other Modern Computational Devices (Touch & Go Records)
- 2000 : A Spectrum of Infinite Scale (Touch & Go Records)
- 2001 : Beyond the Black Hole (Estrus Records)

### Album live
- 1995 :  Live Transmissions from Uranus (One Louder Records)

## Membres
- Star Crunch (Brian Causey) : guitare, voix
- Coco the Electronic Monkey Wizard (Robert del Bueno) : basse, sampler
- Birdstuff (Brian Teasley) :  batterie

### Référence
- (en) Cet article est partiellement ou en totalité issu de l’article de Wikipédia en anglais intitulé « Man or Astro-man? » (voir la liste des auteurs).